# Kućanci
 Ovo je glavno značenje pojma Kućanci. Za druga značenja pogledajte Kućanci (razdvojba).
Kućanci su naselje u Hrvatskoj, regiji Slavoniji u Osječko-baranjskoj županiji i pripadaju općini Magadenovac.

## Zemljopisni položaj
Kućanci se nalaze na 96 metara nadmorske visine u nizini istočnohrvatske ravnice. Selo se nalazi na županijskoj cesti ŽC 4031 Magadenovac D53 - Kapelna- Viljevo D34. Susjedna naselja: istočno Magadenovac, jugoistočno Malinovac i Beničanci, te sjeveroistočno Golinci naselje u sastavu grada Donjeg Miholjca. Sjeverno se nalazi Krunoslavje, a sjeverozapadno Kapelna naselja u sastavu općine Viljevo. Pripadajući poštanski broj je 31542 Magadenovac, telefonski pozivni 031 i registarska pločica vozila NA (Našice). Površina katastarske jedinice naselja Kućanci je 49,43 km·102. 

## Stanovništvo
Prema popisu stanovništva iz 2011. godine u Kućancima živi 513 stanovnika, većinom Hrvata i Srba.
| broj stanovnika | 813   | 853   | 783   | 911   | 1121  | 1338  | 1233  | 1457  | 1238  | 1332  | 1244  | 1012  | 840   | 715   | 622   | 513   | 401   |
|                 | 1857. | 1869. | 1880. | 1890. | 1900. | 1910. | 1921. | 1931. | 1948. | 1953. | 1961. | 1971. | 1981. | 1991. | 2001. | 2011. | 2021. |

### Etnički sastav
| Kućanci            |              |              |              |              |              |
| godina popisa      | 2001.        | 1991.        | 1981.        | 1971.        | 1961.        |
| Hrvati             | 380 (61,09%) | 293 (40,97%) | 334 (39,76%) | 391 (38,63%) | 504 (40,51%) |
| Srbi               | 209 (33,60%) | 386 (53,98%) | 390 (46,42%) | 597 (58,99%) | 725 (58,27%) |
| Jugoslaveni        | 0            | 25 (3,49%)   | 105 (12,50%) | 15 (1,48%)   | 0            |
| ostali i nepoznato | 33 (5,30%)   | 11 (1,53%)   | 11 (1,30%)   | 9 (0,88%)    | 15 (1,20%)   |
| ukupno             | 622          | 715          | 840          | 1.012        | 1.244        |

## Povijest
Selo se prvi put spominje 1680. godine i tada je imalo 80 kućanstava. Osnovali su ga Srbi iz sjevernog Podrinja bježeći pred Osmanlijama, a naselili su se i u obližnjoj Kapelni. Novopridošli stanovnici imali su svoj stil gradnje kuća, tzv. "kućerce", a okolni starosjedioci Šokci su se rugali tom načinu gradnje i od tuda igrom riječi je selo dobilo današnji naziv Kućanci.
Krajem 19. stoljeća Kućance naseljavaju i Hrvati iz okolnih sela.  Arhivirana inačica izvorne stranice od 13. siječnja 2012. (Wayback Machine)

## Crkva
- Pravoslavna crkva posvećena apostolima Sv. Petru i Pavlu 1828., a izgrađena je na temeljima stare drvene crkve Sv. Georgija (na istim temeljima 2010. položen je kamen temeljac za novu crkvu).
- U selu se nalazi rimokatolička crkva Sv. Mateja apostola i evanđeliste koja pripada župi Sv. Grgura Velikog Pape u Šljivoševcima i donjomiholjačkom dekanatu Đakovačko-osječke nadbiskupije. Crkveni god (proštenje) ili kirvaj slavi se 21. rujna. Crkva je sagrađena 1941.

## Obrazovanje i školstvo
U selu se nalazi škola do četvrtog razreda koja radi u sklopu Osnovne škole Matija Gubec u Magadenovcu.

## Šport
Nogometni klub Kućanci natječe se u sklopu 3. ŽNL Liga NS D. Miholjac. Klub je osnovan 1963.

## Ostalo
- Dobrovoljno vatrogasno društvo Kućanci, osnovano 1959.
- "Udruga žena Kućanci" Kućanci
- Udruga mladih "Kućanci" Kućanci

## Poznate osobe
- Pavle (patrijarh srpski) (Gojko Stojčević)

## Vanjska poveznica
- http://www.magadenovac.hr/
- http://os-mgubec-magadenovac.skole.hr/  Arhivirana inačica izvorne stranice od 1. veljače 2014. (Wayback Machine)